# Wilfried Zaha
Dazet Wilfried Armel Zaha (ur. 10 listopada 1992 w Abidżanie) – iworyjsko-angielski piłkarz, występujący na pozycji bocznego napastnika w amerykańskim klubie Charlotte FC, do którego jest wypożyczony z Galatasaray SK. W latach 2017-2023 wielokrotny reprezentant Wybrzeża Kości Słoniowej. Wychowanek oraz wieloletni zawodnik Crystal Palace. Uczestnik Pucharu Narodów Afryki 2017, 2019 i 2021. Były młodzieżowy reprezentant Anglii oraz dwukrotny reprezentant seniorskiej kadry.

## Kariera klubowa
Jest wychowankiem londyńskiego Crystal Palace. 25 stycznia 2013 roku podpisał 5,5 letnią umowę z Manchesterem United, zgodnie z którą powrócił w trybie natychmiastowym do Crystal Palace na wypożyczenie do końca sezonu. Kwota transferu wyniosła około 10 mln funtów z możliwością wzrostu w przyszłości do 15 milionów w przypadku spełnienia określonych warunków. 27 maja wywalczył awans do najwyższej fazy rozgrywkowej w Anglii z Crystal Palace.
31 stycznia 2014 roku został do końca sezonu 2013/14 wypożyczony do walijskiego Cardiff City. 2 lutego 2015 roku ponownie podpisał kontrakt z Crystal Palace, w którym pozostał przez osiem lat. 24 lipca 2023 ogłosił, że opuszcza angielską ligę i podpisał kontrakt z Galatasaray SK.

## Statystyki kariery
| Sezon   | Klub                  | Kraj   | Rozgrywki      | Mecze | Bramki |
| ------- | --------------------- | ------ | -------------- | ----- | ------ |
| 2009/10 | Crystal Palace        | Anglia | Championship   | 1     | 0      |
| 2010/11 | Crystal Palace        | Anglia | Championship   | 41    | 1      |
| 2011/12 | Crystal Palace        | Anglia | Championship   | 41    | 6      |
| 2012/13 | Crystal Palace        | Anglia | Championship   | 43    | 6      |
| 2013/14 | Manchester United     | Anglia | Premier League | 2     | 0      |
| 2013/14 | Cardiff City (wyp.)   | Anglia | Premier League | 12    | 0      |
| 2014/15 | Crystal Palace (wyp.) | Anglia | Premier League | 16    | 1      |
| 2014/15 | Crystal Palace (wyp.) | Anglia | Premier League | 15    | 3      |
| 2015/16 | Crystal Palace (wyp.) | Anglia | Premier League | 34    | 2      |
| 2016/17 | Crystal Palace (wyp.) | Anglia | Premier League | 35    | 7      |
| 2017/18 | Crystal Palace (wyp.) | Anglia | Premier League | 29    | 9      |
| 2018/19 | Crystal Palace (wyp.) | Anglia | Premier League | 30    | 9      |

## Kariera reprezentacyjna
Urodzony w Wybrzeżu Kości Słoniowej zdecydował się na reprezentowanie angielskiej młodzieżówki. W 2011 roku rozegrał 3 spotkania dla zespołu do lat 19. Od 2012 roku występuje w reprezentacji do lat 21.
11 listopada 2012 roku został po raz pierwszy powołany do reprezentacji Anglii przez Roya Hodgsona na towarzyskie spotkanie ze Szwecją, w którym zadebiutował trzy dni później.

## Sukcesy

### Manchester United
- Tarcza Wspólnoty: 2013

### Wyróżnienia
- Piłkarz sezonu w Crystal Palace: 2015/2016, 2016/2017, 2017/2018[6]
- Piłkarz miesiąca Premier League: Kwiecień 2018[7]